# Herder (band)
Herder was een Nederlandse muziekgroep uit Zwaagwesteinde die zich toelegt op sludgemetal, stonerrock en doommetal. De band is geformeerd rond JB van der Wal (Aborted, Leaves' Eyes, Atrocity).

## Geschiedenis
Herder werd in 2010 opgericht rond gitarist JB van der Wal. De naam van de band is ontleend aan het gelijknamige zakmes, dat volgens de verhalen veel wordt gebruikt door de steekgrage inwoners van Zwaagwesteinde en omgeving. Tot op heden heeft de band vier albums uitgebracht op Reflections Records.
In mei 2019 had de band op Pitfest hun laatste optreden.

## Discografie
- Demo 2010 (2010)
- "Same Title" LP (2011)
- Horror Vacui (2012)
- Doomed (2013)
- Gods (2014)
- Fergean (2016)

## Bezetting
- Ché Snelting (Born from Pain), zang, sinds 2012
- JB van der Wal (Aborted, Leaves' Eyes, Atrocity), gitaar
- Jeroen Vrielink (Entrapment), gitaar, sinds 2011
- Marc, gitaar (Fest, Ommission)
- Tom, drums